# Agoma elegantula
Agoma elegantula är en fjärilsart som beskrevs av Paul Mabille 1893. Agoma elegantula ingår i släktet Agoma och familjen nattflyn. Inga underarter finns listade i Catalogue of Life.